# Terápia (fogalom)
A terápia gyógykezeléssel, illetve betegségek kezelése, a gyógyítás során alkalmazott kezelési eljárások összessége.

## A terápia célja
A betegség összes okának a megszüntetése illetve amennyiben erre nincs lehetőség (pl. csonkolásos balesetek), az élet minőségének javítása illetve az egészségi állapot romlásának megakadályozása. Megkülönböztetnek még ún. oki terápiát, vagy tüneti terápiát, (oki, tüneti kezelés), amikor csak a beteg számára legkellemetlenebb jelenségeket befolyásolják, a tünetet kiváltó okok gyógyítása nélkül.

## A terápia kialakításának elvei
Tüneti kezelésnek mondják, amikor a beteg számára kellemetlen tüneteket megszüntetik, anélkül, hogy a kiváltó okát is megszüntetnék.
Ilyen esetben a kiváltó ok megszüntetése helyett a beteg számára kellemetlen tüneteket (láz, fájdalom, rossz közérzet, hányinger) igyekeznek megszüntetni. Néha a betegséget kiváltó ok nem szüntethető meg, például egy nyelőcső szűkület (sav-, vagy lúgmérgezést követően), ilyenkor a hasfalon keresztül a gyomorba nyílást készítenek, és a beteget ezen keresztül táplálják. Tehát a betegség lényegét meg nem szüntető (palliatív) műtéttel segítik a beteg életműködéseit. A tünetek megszüntetésekor a beteg közérzete javul. A tüneti kezelés ilyenkor teljes kezelést is jelenthet.
Az oki kezelés esetén a betegséget kiváltó tényező ellen küzdenek, pl. baktériumos fertőzések esetén antibiotikumok adásával, vagy a féregnyúlvány (vakbél)-gyulladásnál, műtéti beavatkozással eltávolítják a gyulladt részt.
- A terápia kialakításakor a beteget a gyógykezelés minden momentumában alapvetően megilleti az önrendelkezési jog és a tájékozódás, vagy kötelező tájékoztatás joga. A súlyosabb fertőző betegségek viszonylatában, az egészséges emberek veszélyeztetése okán, az önrendelkezési jog csak szűkebb kereteken belül értelmezhető.
- A holisztikus szemlélet, vagyis az egyes szervi bajok egyedi gyógyítása helyett a szervezet egész állapotának figyelembevétele a modern terápiákban indirekt módon és tudományos értelemben kötelező érvényű. Ez a szemléletmód az orvosi eskü, az egészségügyi törvény és az orvosi szakmai tananyagok elsajátítása során is szóba kerül (bár nem feltétlenül ezzel a kifejezéssel). A holisztikus szemléletet főleg az alternatív gyógymódok képviselői szokták gyakran hangsúlyozni, az orvostudomány egyes módszereinek kritikájaként. Ugyanakkor fontos látni, hogy a holisztikus szemlélet nem kizárólag az alternatív gyógymódok sajátja.

A beteg gyógyulását az összehangolt kezelési eljárások együttes alkalmazásával biztosítják (fizikoterápia, fizioterápia).
Ilyenek lehetnek:
- ágynyugalom
- gyógyszerek szedése
- étrendi kezelés (diéta)
- pszichoterápia
- különböző gyógyeljárások, műtéti beavatkozások, besugárzások, (röntgen-, ultrahang-, rádió-, rövidhullám, és a fizikoterápiás kezelések, fürdők, masszázs, galván-farád kezelés)

## Fizikoterápia
A fizikoterápia a fizikai eszközök gyógyászati alkalmazásának irányzata. A speciális masszázsgépek, az elektromos árammal működő stimulátorok, illetve általában a fizika tárgykörébe tartozó elvek gyógyászati alkalmazása.

### Elektroterápia
- alacsony frekvenciás 0 – 1000 Hz
  - stabil galván-kezelés – fájdalomcsillapítás
  - iontoforézis – gyógyszer bejuttatása bőrön át elektromos úton
- középfrekvenciás 1000 – 100 000 Hz
- nagyfrekvenciás 100 000 Hz felett

### Rövidhullámú kezelés
A rövidhullám a szövetek melegítésére használható nagyfrekvenciás elektromágneses mező. A kezelés során az áram hőhatását használjuk fel a szöveti vérbőség előidézésére. A gyógyító rövidhullámok 5 és 15 méter hosszúak. Ennek a kezelésnek alapját Nikola Tesla rakta le. Ő ugyanis azt tapasztalta, hogy ha nagy frekvenciájú áram halad az emberi testen keresztül, az semmiféle kellemetlenséget nem okoz. A szövetek mélyébe bevezetett elektromos energia hővé alakul át.[forrás?]

### Fototerápia
infravörös sugarak
napfürdő
fényterápia kadmium-sárga spektrummal
UV terápia
polarizált-fényterápia
Napfürdő ‑ helioterápia, tűz, infra-hatás, CdS és polarizációs technikával működő lámpák, mint például a Bioptron A fényterápia a D-vitamin képzéssel, a melanin képzés stimulációjával, A 380-750 nanométer közötti elektromágneses sugárzás (fény) keverék spektrumú esetleg polarizált vagy „hangolt” változatának besugárzásával működik. Az orvosi kvarclámpák és a szolárium a legtöbb ember számára ismerős és sokan használják. Az áthatoló UV sugárzás fertőtlenítő hatású. Nyilvánvaló, hogy a természetgyógyászat irányzatához a napfürdő áll a legközelebb. Az északi típusú ember gyakran fényérzékenységi reakciót mutat. A szeplős, apró foltos bőr esetében is megfontolandó a fényterápia. Ez viszont információkat hordoz a betegségekre való hajlamosság tekintetében. Az első magyar helioterápiás orvosi disszertációt Fuker András orvostanhallgató adta ki Pesten, 1837-ben.[forrás?]

### Termoterápia
A testhőmérséklet emelése: szauna, infraszauna, infralámpa, termikus matrac, speciális hőkamrák, izolációs tartályok a drasztikus termoterápiához. A test vagy részeinek hőmérséklet emelésével bekövetkezik az erek tágulása, aktívabbá válik az immunrendszer. A bőr alatti rétegekben (epithelium) rejtőző mikroorganizmusok legtöbbje (ilyen pl. a Borrelia Burgdorferi) már 40 C° körül pusztulni kezd. A rosszindulatú daganatos elváltozások esetében az egyik szövettani megfigyelés, hogy a burjánzó sejtek víz és anyagcsere igénye többszörös. A termoterápia segítheti a kiszárítás alkalmazásának elvét, ezért időnként az onkológiai ‑ komplementációs alkalmazását újra felfedezik.

### Mechanoterápia
- aktív – gyógytorna
- passzív – masszázs
  - simítás, gyúrás, dörzsölés, ütögetés, rázás
- vízalatti torna
- röntgen kezelés
- rádium kezelés
- Mágnes terápia. A permanens mágnes alkalmazásának bevezetése nem a gyógyászat érdeme. Ha figyelembe vesszük hogy a vér ugyanúgy magas víztartalmú folyadék, és az érelmeszesedést egyfajta speciális vízkövesedésnek tekintjük, akkor érthetővé válik a mágneses ékszerek kiegészítők hatásmechanizmusa. A hatékonysága az emberi testben határozottnak nem tekinthető. Az ilyen kiegészítők gyakran drágák, ár/eredmény arányuk többnyire aggasztó. Előfordulhatnak azonban olyan esetek, amikor egy‑két százaléknyi ilyen hatás is fontos lehet kiegészíteni, segíteni a gyógyulást.

## Fizioterápia
A fizioterápia a természetes eszközök, módszerek gyógyászati alkalmazása.

### Aromaterápia
Az aromaterápia különböző, többnyire növényi eredetű illóolajat használ. Ezek nyugtató hatásúak, esetleg neurológiai stimulánsok. Az ausztrál teafa (Melaleuca alternifolia) illóolaja pl. az egyik leghatékonyabb légfertőtlenítő is egyben. A nazális reflexológia  kifejezést a gyakorlatban nem használják.

### Apiterápia
Az apiterápia fogalmán a méhek termékeinek gyógyító célú felhasználását értjük. A méhészeti termékekben koncentráltan megtalálhatók a növények, a növényi drogok hatóanyagai, a méhek anyagcseretermékeivel, speciális enzimjeivel és hormonjaival keverten. Farmakodinamikai hatásuk a gyógynövények hatásaihoz hasonlóak. Táplálkozás-élettani szempontból jellemzőjük az, hogy koncentráltan tartalmazzák a szervezet működéséhez szükséges létfontosságú anyagokat. Rendszeres fogyasztásuk segíti az egészség megőrzését (megelőzés) és az immunrendszer erősödését. A méhészet termékei közül néhány alkalmazása megfontolást igényel.
A méhcsípést többek között ízületi bántalmakra jegyzik, de alkalmazása házi körülmények között semmiképpen nem ajánlott. Az allergiás reakció néhány embernél súlyos következményeket idézhet elő.
A propolisz a méhek ragasztója. Speciális kémhatása, összetétele határozott gyógyító erőt képvisel. A megfelelő tisztaságú propoliszt öreg kaptárból, korhadt, bomlásnak indult fáról nem lehet begyűjteni.
A virágport a kaptár bejáratánál elhelyezett speciális tálcán gyűjtik. A megfelelő tisztasághoz és szelekcióhoz fontos a virágzási naptár. A biotechnológiás méhészetben a vegyszermentesség mellett ügyelnek a keretek, az eszközök és a hordás tisztaságára is.

#### Apiterápiás termékek
- méz
- virágpor
- méhviasz
- propolisz
- méhkenyér
- méhméreg

### Thalasszoterápia
A tengervíz gyógyító hatásainak hasznosítása.
1865-ben egy francia orvos, Joseph de la Bonnadiere használta először ezt az elnevezést. A tengervíz oldott ásványi sói segítik a bőr gyógyulását. Az algák által felvett jód és a tengeri iszap flórájának gyógyhatása elismert. A thalasszoterápiát elsősorban bőrgyógyászati, kozmetikai problémákra javasolják. A nyílt seb, a szívbetegségek, a jódérzékenységi reakciók esetén alkalmazása ellenjavallt.

### Fitoterápia
A gyógynövények hatóanyagainak alkalmazása, kutatása komplex önálló tudományág.
A szintetikus, fél-szintetikus készítmények mellett a mai napig sikeres és keresett terápiás mód.

### Sóterápia
A só a szabad víztartalom elvonásával és az ozmózisegyensúly felborításával hatékonyan pusztítja el a mikroorganizmusok legtöbbjét.[forrás?] A sóterápiák ennek a módszernek a gyógyításra alakított változata, alternatív gyógymódok egyike. A sóterápia feltételezett gyógyhatásai nem bizonyítottak. Étrendben, gyógyvízben történő alkalmazásakor fontos tudni, hogy az erős összehúzó hatás miatt vérnyomásemelkedés várható. Magas vérnyomásúaknál kompenzáló hatású módszerrel és felügyelettel ajánlott alkalmazni.[forrás?] Az alkalmazott ásványi, tengeri sókeverékek, ellenőrzött gyógyvizek nem azonosak a nátriummal, a káliummal, vagy azok mérgező nitrátos vegyületeivel.

### Koproterápia
A koproterápia testváladékkal, testfolyadékkal, exkrétummal, anyagcseretermékkel történő gyógyítást jelent. A széklet és a vizelet használatának a gyógyításban az őskortól hagyománya van. Mindenképpen kiemelendő, hogy a koproterápia a 18. században az orvosi gyakorlatból teljesen kikopott, de a népi gyógyászatban még mai is tovább él, például Indiában.

### Hidroterápia
Közönséges vízzel történő gyógyászati eljárások, melyek a víz fizikai jellemzőit használják ki: hőmérséklet, felhajtóerő, nyomás. A víz felhajtóereje csökkenti a gerinc terhelését. A meleg víz hőmérséklete a lázhoz hasonlóan stimulálja az immunrendszert. Néhány bőrszövetben megbúvó kórokozó, mint pl. amilyen a Lyme-kór kialakulásáért felelős borrelia burgdorferi – már 40 °C környékén pusztulni kezd.

### Kneipp-kezelés

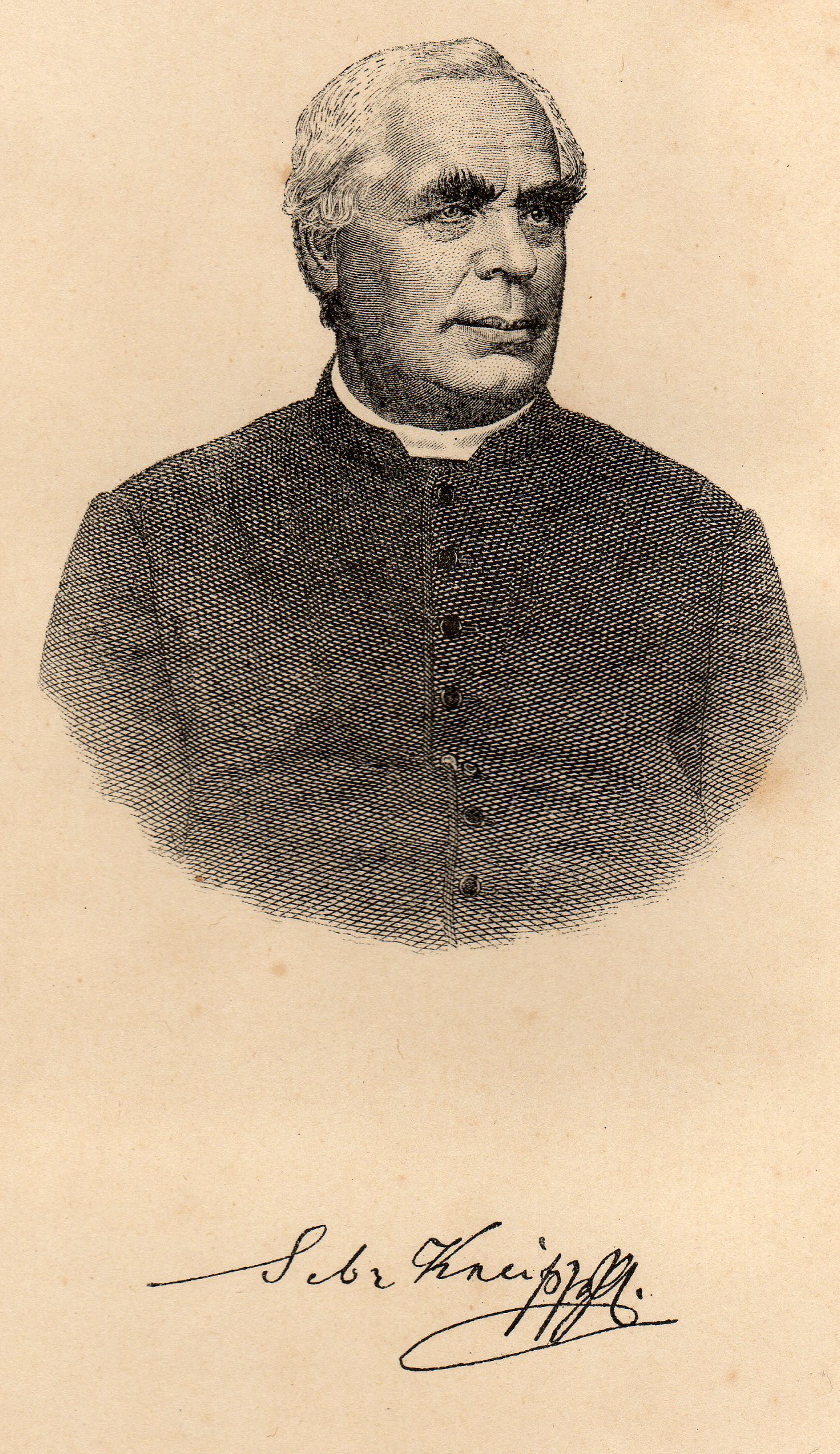
Sebastian Kneipp

Sebastian Kneipp (1821–1897) a bajor Stefansriedben született. 23 évesen a papnövendék a tüdőbetegsége miatt próbálta ki magán a J. S. Hahn könyvéből olvasott módszert. 1852-ben szentelték pappá. Saját, sikeres gyógyítási módszereket alakított ki, amely által világhírű gyógyítóként tisztelték.

### Balneoterápia
(balneum – lat. = fürdő) Magyarországon a 30 °C feletti, meghatározott ásványi anyag tartalmú víz tekintendő gyógyvíznek. (Európa többi részén enyhébbek a feltételek.)
A balneoterápia a víz fent említett fizikai hatásai mellett a gyógyvíz vegyi, ill. radiológiai hatásait is kiaknázza a kezelés során.
kémiai hatások
ivókúra
száj, v. ínyfürdő
iszapkezelés
borogatás
göngyölés
inhalálás
Szélesebb értelemben ide sorolják a gázfürdőket is (mofetta – szén-dioxid, radon, hidrogén-szulfid stb.)

## Roboráló hatású terápiák
- Dietétika Táplálkozás módszertani kúrák, gyógyító ételek, böjtkúra, W. Howard Hay(1866-1940).
- Vitaminkúrák

## Differenciálterápia
A diagnózis pontos kialakításának akadályozottsága esetén differenciáldiagnózisra (megkülönböztető vizsgálatok), vagy differenciálterápiára, a hatóanyagokra való reakciók elemzésére van szükség. Több mikrobiológiai kórokozó törzset a hatóanyag rezisztencia alapján azonosítanak.[forrás?]